# Zvolen osobná stanica
Zvolen osobná stanica, kurz: Zvolen os. st. (deutsch etwa: Zvolen Personenbahnhof) ist der zentrale Personenbahnhof der Stadt Zvolen in der Slowakei. Früher trug der Bahnhof den Namen Zvolen Hrad.

## Lage

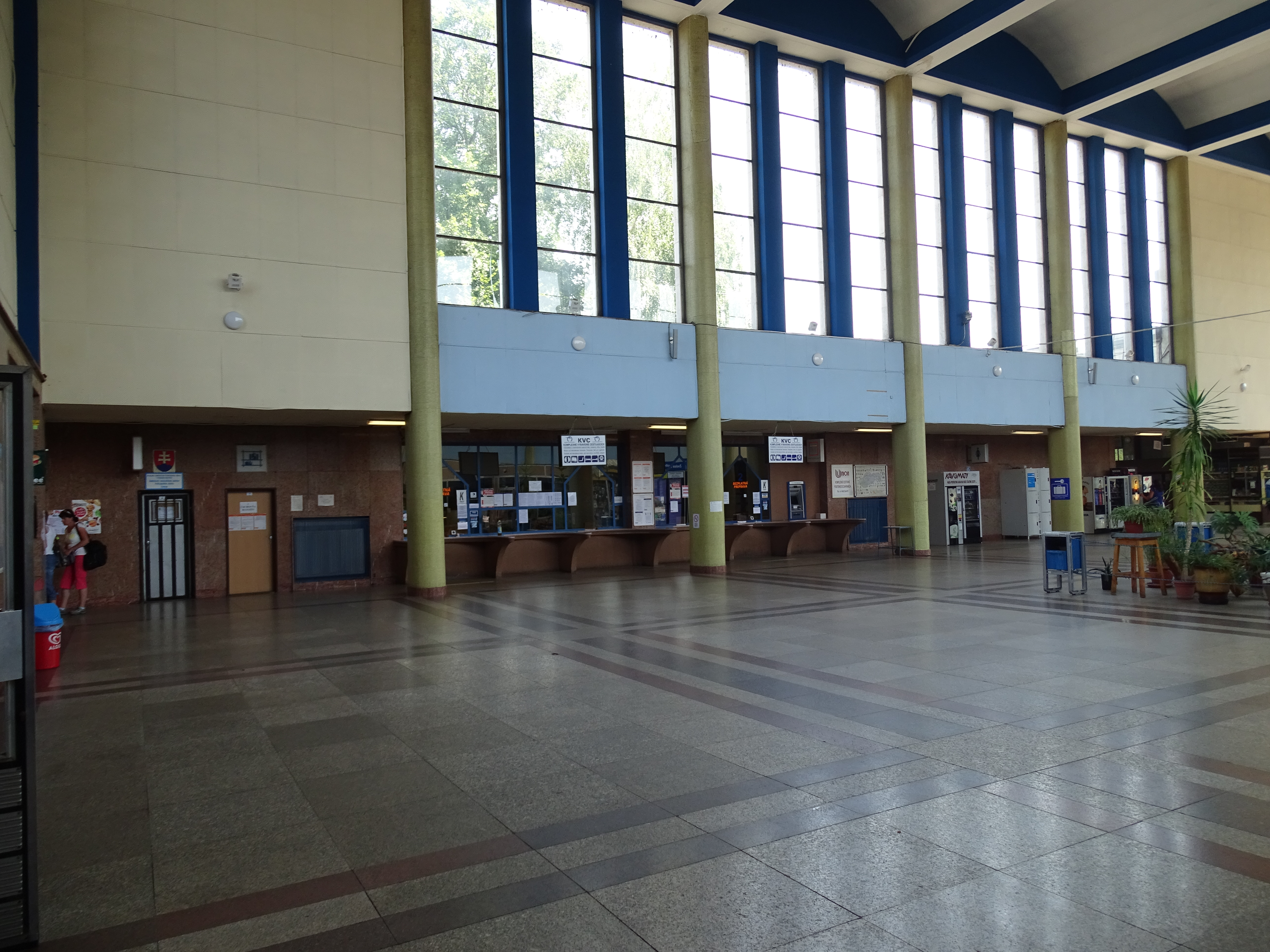
Inneres der Empfangshalle im Aufnahmsgebäude (2012)

Der Bahnhof liegt südwestlich des Stadtzentrums am nördlichen Ufer der Slatina. Er ist von der T.-G.-Masaryk-Straße aus erreichbar, an der sich vor dem Empfangsgebäude die Bushaltestellen des Stadtverkehrs befinden. Auf der gegenüberliegenden Straßenseite befindet sich der Busbahnhof für den nationalen und internationalen Verkehr. Nördlich der Gleise erstreckt sich der Park Štefana Višňovského mit einem Nachbau des Panzerzuges Hurban. Östlich davon steht das Schloss Altsohl.
Neben Zvolen osobná stanica gibt es im Osten der Stadt den Güterbahnhof Zvolen nákladná stanica, der auch von einigen Personenzügen bedient wird.
Eigentümer ist heute das staatliche Eisenbahninfrastrukturunternehmen Železnice Slovenskej republiky (ŽSR).